# Wilhelm Aarek
Wilhelm Aarek (17. dubna 1907 – 26. prosince 1999) byl norský pedagog a kvaker.
Studoval filologii a angličtinu. V roce 1938 začal učit angličtinu na učitelském ústavu v Kristiansandu. V roce 1948 se stal rektorem. Od roku 1940 studoval pedagogiku a publikoval po válce řadu knih na toto téma. Spolu s Einarem Boyesenen revidoval Historii pedagogiky Fredrika Ordinga. Byl rytířem řádu svatého Olafa, ocenění získal za svou práci při vzdělávání učitelů v Norsku.

## Dílo
- Kunsten å leve i dag (med Kaare Riis, 1945)
- Kjenn deg selv – og andre (1946)
- Barnet og de voksnes verden (1950)
- From loneliness to fellowship: a study in psychology and quakerism (1954)
- Pedagogiske grunnproblemer (1966)